# Morti nel 999
| Questa pagina contiene informazioni ricavate automaticamente dalle voci biografiche con l'ausilio del template Bio e di un bot. L'aggiornamento è periodico e automatico e ricostruisce completamente la pagina. Se manca una persona in questa lista, sei pregato di non aggiungerla, ma accertati piuttosto che la sua voce biografica contenga il template Bio e che i dati anagrafici siano correttamente compilati. Se il template Bio manca, inseriscilo tu stesso o, in alternativa, metti l'avviso {{tmp\|Bio}} che ne segnala la mancanza. Se i dati riportati sono sbagliati, correggi direttamente la voce biografica; le modifiche saranno visibili in questa lista entro pochi giorni. Per chiarimenti vedi il progetto biografie. La lista contiene solo le 12 persone che sono citate nell'enciclopedia e per le quali è stato implementato correttamente il template Bio. Pagina aggiornata al 13 gen 2025. |

- 7 gennaio - Fujiwara no Sanekata, poeta giapponese
- 2 febbraio - Mansur II, emiro
- 7 febbraio - Boleslao II di Boemia, sovrano boemo
- 18 febbraio - Papa Gregorio V, papa, cardinale e vescovo tedesco
- 4 novembre - Gregorio da Cerchiara, abate e santo italiano (n. 940)
- 11 dicembre - Subh
- 16 dicembre - Adelaide di Borgogna, imperatrice e santa
- Bermudo II di León, re (n. 953)
- Bernardo, vescovo italiano
- Matilda di Quedlinburg, badessa tedesca (n. 955)
- Maredudd ab Owain, sovrano
- Sisinio II, vescovo bizantino